# عسكر (بلدة)

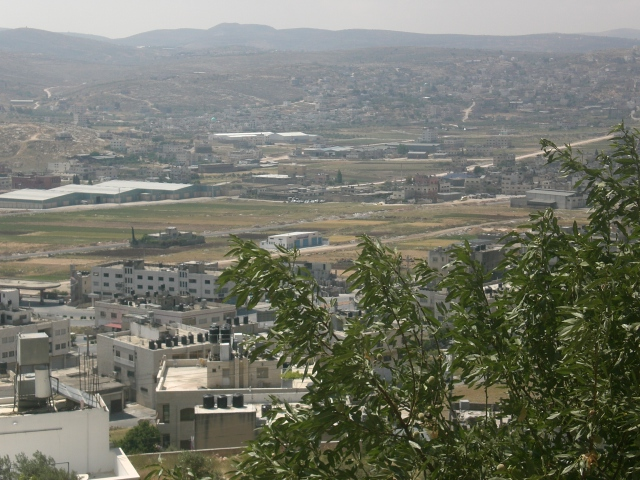
صوره ملتقطة عند مدخل القريةبلدة

 فلسطينية تقع شرق مدينة نابلس، وتعتبر البلدة من البلدات التاريخية، حيث كشفت الحفريات أن بلدة عسكر مع جارتها بلدة بلاطة، كانتا مركز مدينة نابلس قبل آلاف السنين «شكيم»، حيث يوجد بمدخلها آثار لمقبرة ملكية رومانية، وكان اسم البلدة في العهد البيزنطي «سخار».
تعتبر بلدة عسكر من أهم الأماكن التاريخية في مدينة نابلس، وبحكم موقعها الجغرافي على كتف المدينة الشمالي الشرقي تشرف على بوابة نابلس الشمالية الشرقية باتجاه وادي الباذان أحد أهم المصار للمياه العذبة لمدينة نابلس. 
وتشتهر البلدة بعين الماء التي تميزها عن باقي القرى، عمرها يزيد عن 2000 عام، تتميز العين ببرودتها صيفا ودفئها شتاء، وهي أثرية، حيث يرجع مبناها إلى عهد الملكة هيلانا التي أمرت ببنائها، وهذا البناء عبارة عن قنوات مياه صخرية وغرفتين اثريتين تنبع العين منهما.

## التسمية
سميت عسكر بسبب أن جيش صلاح الدين الايوبي عسكر فيها بجانب نبع المياه أثناء فتح القدس.
يختلف مفهوم الناس حول بلدة عسكر البلد ومخيم عسكر، فهي بلدة قائمة من القدم، أما المخيم، فبعد حرب النكبة، تم بناء مخيمين على أراضي البلدة وأطلق عليهما اسم البلدة، وهما: مخيم عسكر القديم، ومخيم عسكر الجديد.

## السكان
سكان بلدة عسكر، أغلبيتهم من عائلة دويكات، ويرجع أصولهم إلى مدينة الخليل، إضافة إلى عائلات ميالة، الرواجبة، السوقي، كانت عائلة النابلسي تملك أراضي البلدة سابقاً، ولهم فيها قصر مكون من أربع طبقات فوق الأرض، واسطبلات قديمة ومباني لإقامة العاملين، وهو مهجور حاليا وهو شاهد على مرحلة الإقطاعية في فلسطين.